# Kraichgau

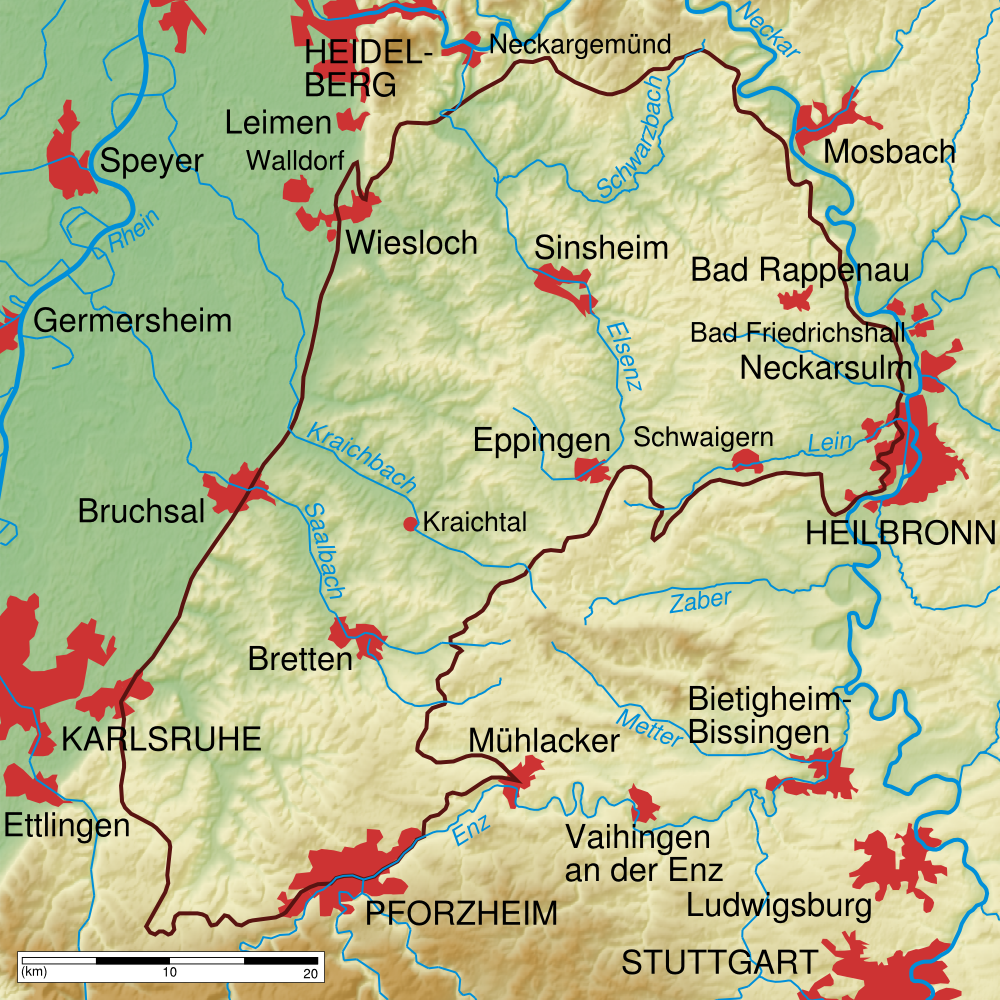
ligging van de Kraichgau (binnen de bruine lijn)

De Kraichgau is een landstreek in Duitsland, in het noordwesten van de deelstaat Baden-Württemberg.
Het gebied is ruim 1.600 km2 groot. In het westen grenst het aan de vallei van de Rijn tussen Karlsruhe en Heidelberg. In het noordoosten wordt de streek tussen Mosbach en Heilbronn begrensd door het Neckardal. In het zuiden wordt het gebied begrensd door de stad Pforzheim.
Bestuurlijk ligt de Kraichgau in de Landkreise Karlsruhe, Heilbronn, Enzkreis, Rhein-Neckar-Kreis en Neckar-Odenwald-Kreis.

## Geografie
De Kraichgau is licht heuvelachtig (hoogte ca. 150 - 320 meter), en ligt duidelijk lager dan de aangrenzende middelgebergtes Odenwald in het noorden en Zwarte Woud in het zuiden. Het duidelijk hoogste punt is de met een oud kasteel bekroonde heuvel Steinsberg  bij Weiler, 333 meter boven zeeniveau. Het gebied wordt, evenals het juist iets lager gelegen Rijndal ten westen ervan,  tot de Boven-Rijnse Laagvlakte gerekend. Tijdens de ijstijden van het Pleistoceen ontstonden hier stuifzandvlaktes, en werd een tot wel 30 meter dikke laag löss afgezet. 
De belangrijkste steden in het gebied zijn Sinsheim, Eppingen, Bad Rappenau, Bretten en Bruchsal. Daarnaast is het gebied rijk aan kleine en middelgrote dorpen, meestal ontstaan in de middeleeuwen. Veel van deze dorpen zijn na de gemeentelijke herindelingen in de jaren-1970 delen van naburige steden geworden.
De grootste (maar onbevaarbare) riviertjes zijn de Elsenz en de Kraichbach, een 55 km lange beek, die van rechts in de Rijn uitmondt. Aan deze naam  Kraichbach, die volgens de Duitse etymoloog Albrecht Greule Oud-Germaans is en kronkelige beek betekent, en aan het begrip gouw, ontleent ook de Kraichgau haar naam.
De belangrijkste verkeersweg in de Kraichgau is de Autobahn A6. Door de streek lopen talrijke, vooral kleine, spoorlijnen.

## Geschiedenis
Tijdens de ijstijden, tot circa 10.000 jaar vóór de jaartelling, ontstonden hier stuifzandvlaktes, en werd een tot wel 30 meter dikke laag löss afgezet. Lössbodems zijn vruchtbaar, vandaar dat de mens zich al vroeg in dit gebied vestigde om akkerbouw en, in het naar verhouding vrij milde klimaat, ook wijnbouw te gaan bedrijven. Reeds circa een half miljoen jaar geleden leefde de Homo heidelbergensis in dit gebied, wat blijkt uit de in 1907 gevonden onderkaak van Mauer. Vanaf de Jonge Steentijd is het gebied vrijwel continu bewoond geweest. Kelten en daarna Romeinen lieten er sporen na, wat blijkt uit de talrijke archeologische onderzoeken, die in de streek zijn verricht.
De eerste Germaanse stammen, die de Kraichgau bevolkten, waren vanaf de 3e eeuw de Alemannen, die vanaf de 6e eeuw voor de Franken moesten wijken. In de vroege middeleeuwen werd op grote schaal in de talrijke vruchtbare beekdalen bos gerooid en werden boerderijen, kerkjes en uiteindelijk hele dorpen gebouwd. De naam van de streek komt in de 8e-eeuwse Codex Laureshamensis voor als Craichgoia . Rond het jaar 1000 was Otto I van Karinthië graaf van o.a. deze gouw, en hij liet het Sticht Sinsheim in het leven roepen.
Er volgde een onoverzichtelijke periode, waarin het gebied, dan wel delen ervan, steeds weer door andere, meestal reichsunmittelbare, niet aan andere leenheren dan de keizer zelf onderworpen, ridders, graven of baronnen werd bestuurd. In de Kraichgau zijn ca. 100 verschillende laag-adellijke families bekend. Sommige van deze heren hadden slechts zeggenschap over één kasteel met bijbehorend dorp of stadje, en waren met elkaar verbonden in het Toernooigezelschap met de Ezel, later geheten: Ridderkanton Kraichgau. Ten tijde van de Reformatie heerste het geslacht Von Gemmingen, dat tot de Lutherse leer overging. 
Van 1410 tot 1499 waren sommige plaatsen in het gebied deel van het Vorstendom Palts-Mosbach, daarna, tot 1803, van de Keur-Palts. Binnen deze vorstendommen lagen veel plaatsen in de Kraichgau, o.a. Sinsheim,  in het Oberamt Mosbach. Enkele plaatsen bezaten een eigen Kellerei. Een Keller, in Noord-Duitsland Kellner genaamd, was een lager geplaatste ministeriaal, die namens zijn leenheer een klein gedeelte van een heerlijkheid moest besturen. Zijn ambtswoning werd een Kellerei genoemd. Het gebied had uitzonderlijk zwaar te lijden in de Dertigjarige Oorlog (1618-1648), de Hollandse Oorlog (Slag bij Sinsheim) en in 1688-89 ook van Frans oorlogsgeweld in de Negenjarige Oorlog (1688-1697).  Daarna volgde immigratie door vaak calvinistische Zwitsers of mensen uit de Palts. Deze mensen waren harde werkers, en er trad in de 18e eeuw tijdelijk economische vooruitgang op. Ook was vanaf deze periode een groot deel van de christenen in de Kraichgau calvinistisch (evangelisch-gereformeerd).  Ten opzichte van joden was men tot in de 19e eeuw relatief tolerant; enkele plaatsjes in de Kraichgau hadden een voor 30% joodse bevolking.
In de Napoleontische tijd, in 1803, kwam de Kraichgau aan het nieuwe Baden, en daarna aan het Groothertogdom Baden.
De 19e eeuw bracht, ondanks dat er o.a. aardappelen, suikerbieten en granen verbouwd werden, grote armoede; rond het midden van de eeuw was er veel emigratie, vooral naar de Verenigde Staten. In het vierde kwart van de eeuw probeerde men, door verbouw van tabak en verwerking daarvan tot sigaren, de armoede te bestrijden. Pas na de komst van talrijke spoorwegen in het gebied, trad weer economisch herstel in. Na de Tweede Wereldoorlog moesten ook in de Kraichgau veel Heimatvertriebene, uit Hongarije en uit Pools en Tsjechisch geworden streken, worden gehuisvest.  Vanaf plm. 1970 kromp het aantal boeren sterk, en vestigden zich steeds meer woonforensen met een baan in de omliggende grote steden in de Kraichgau. Industrie vestigde zich bijna alleen in de aan de rand van de streek gelegen grotere steden.

## Bezienswaardigheden
Vooral de talrijke kastelen en kasteelruïnes vormen een toeristische trekpleister. In sommige ervan zijn horecagelegenheden gevestigd, en er is een kastelen-fietsroute uitgezet. 
Ook zijn sommige stadjes en dorpen rijk aan schilderachtige, oude vakwerkhuizen. Enkele plaatsen hebben een interessante, meestal 18e- of 19e-eeuwse kerk. Markant is de 65 m hoge toren van de rooms-katholieke Onze-Lieve-Vrouwekerk te Waibstadt.
Het natuurbehoudbeleid is gericht op de instandhouding van kleinschalige landschapselementen, o.a. beken, heggen, holle wegen en lijkt sterk op dat in Zuid-Limburg (Nederland).

## Afbeeldingen

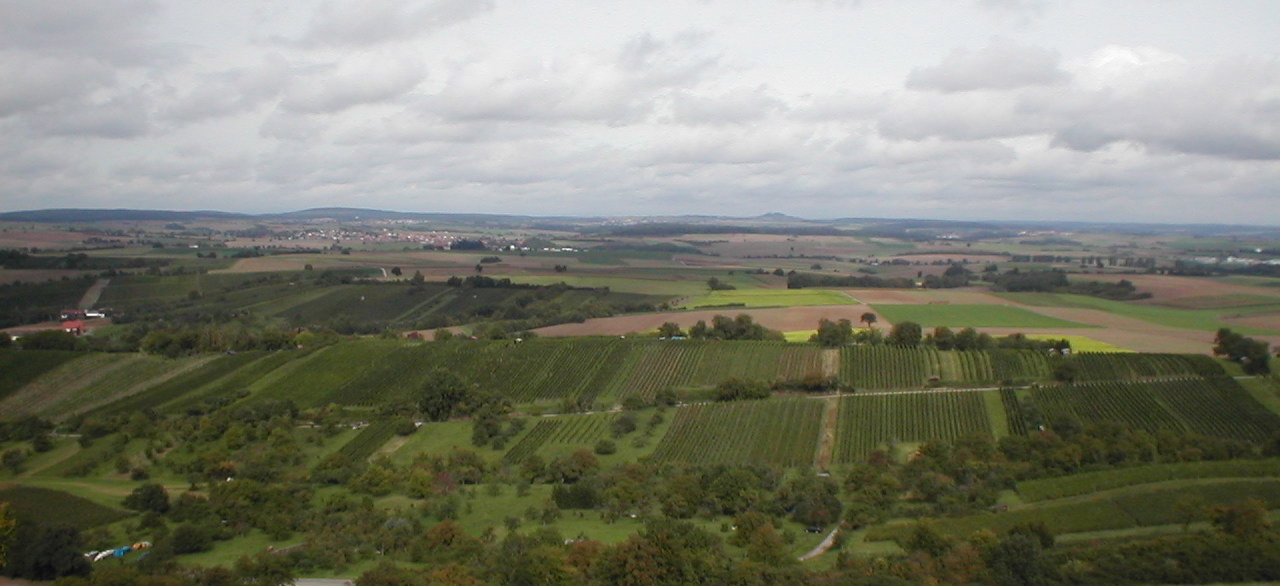
Gezicht  vanaf de Ravensburg bij Sulzfeld op het gebied; iets rechts van het midden de heuveltop van de Steinsberg (gem. Sinsheim)
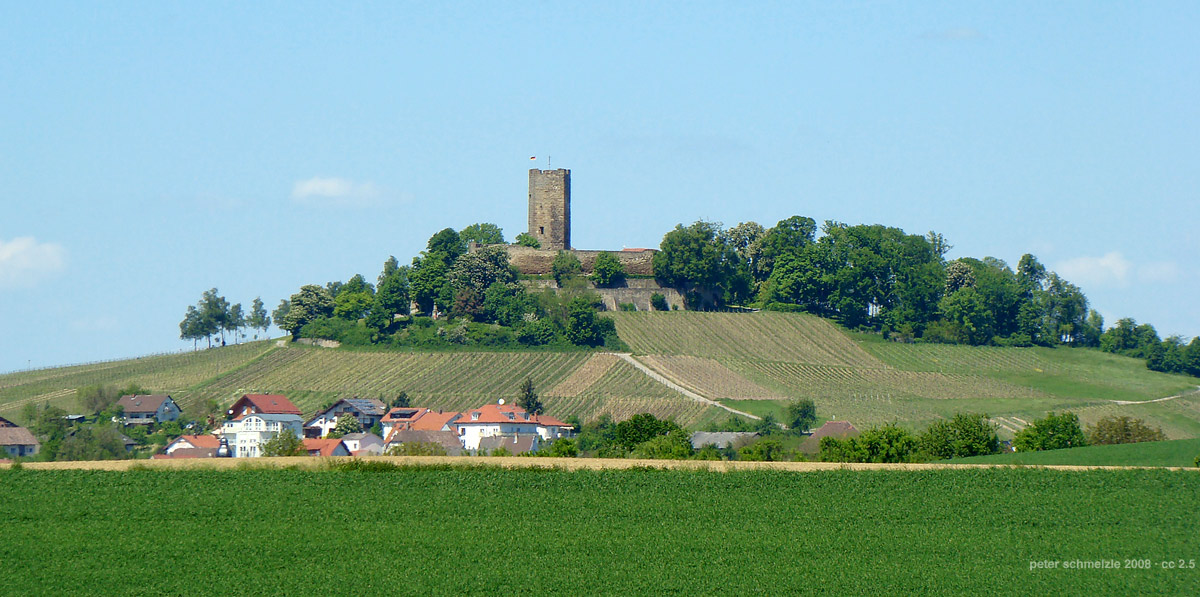
Kasteel Steinsberg, Weiler, op het hoogste punt van de Kraichgau
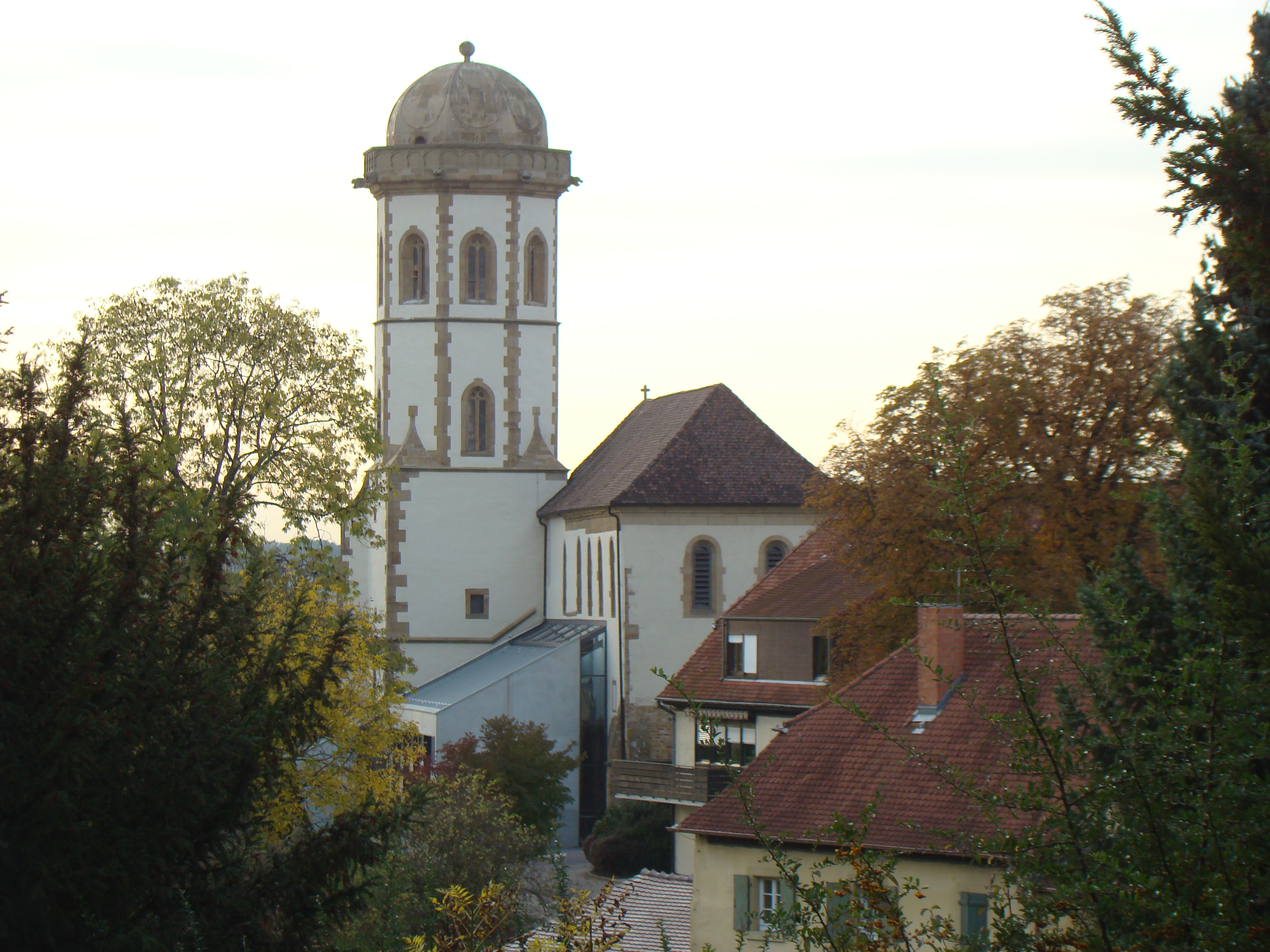
Voormalig sticht te Sinsheim
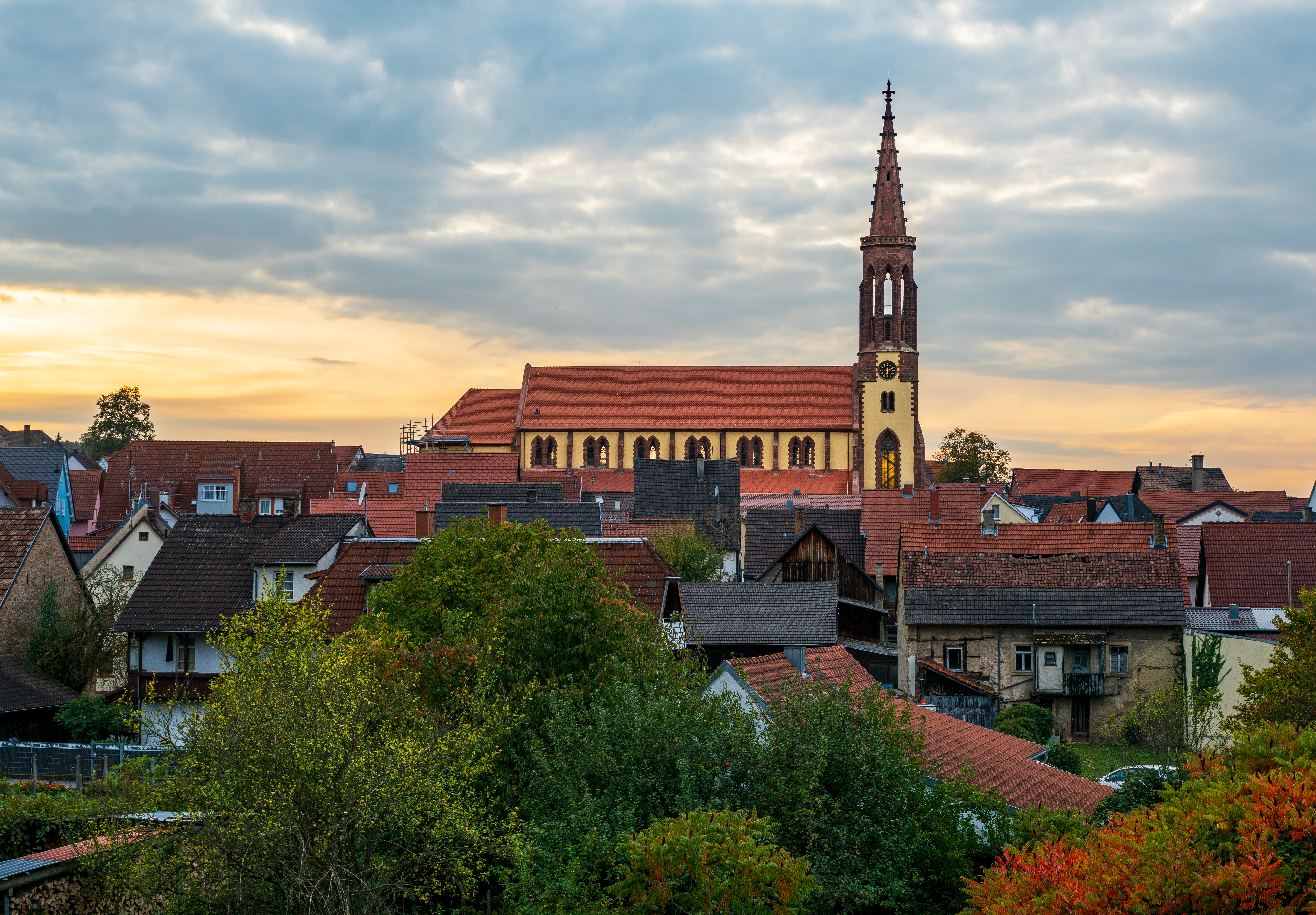
Onze-Lieve-Vrouwekerk te Waibstadt
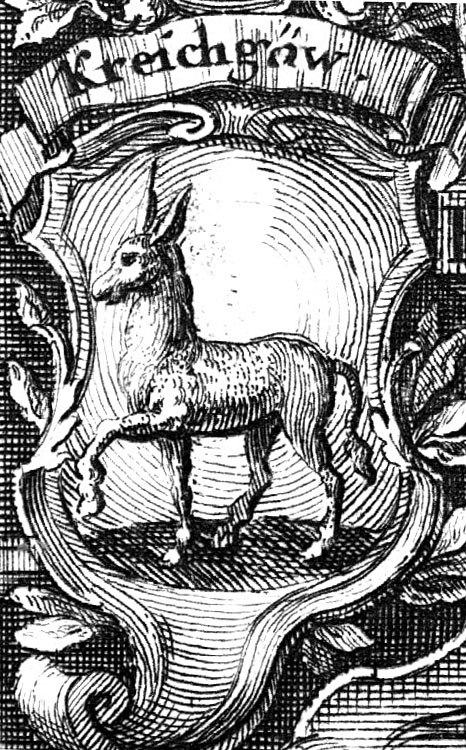
Wapen (1721) van het Ritterkanton Kraichgau; het wapendier is een ezel
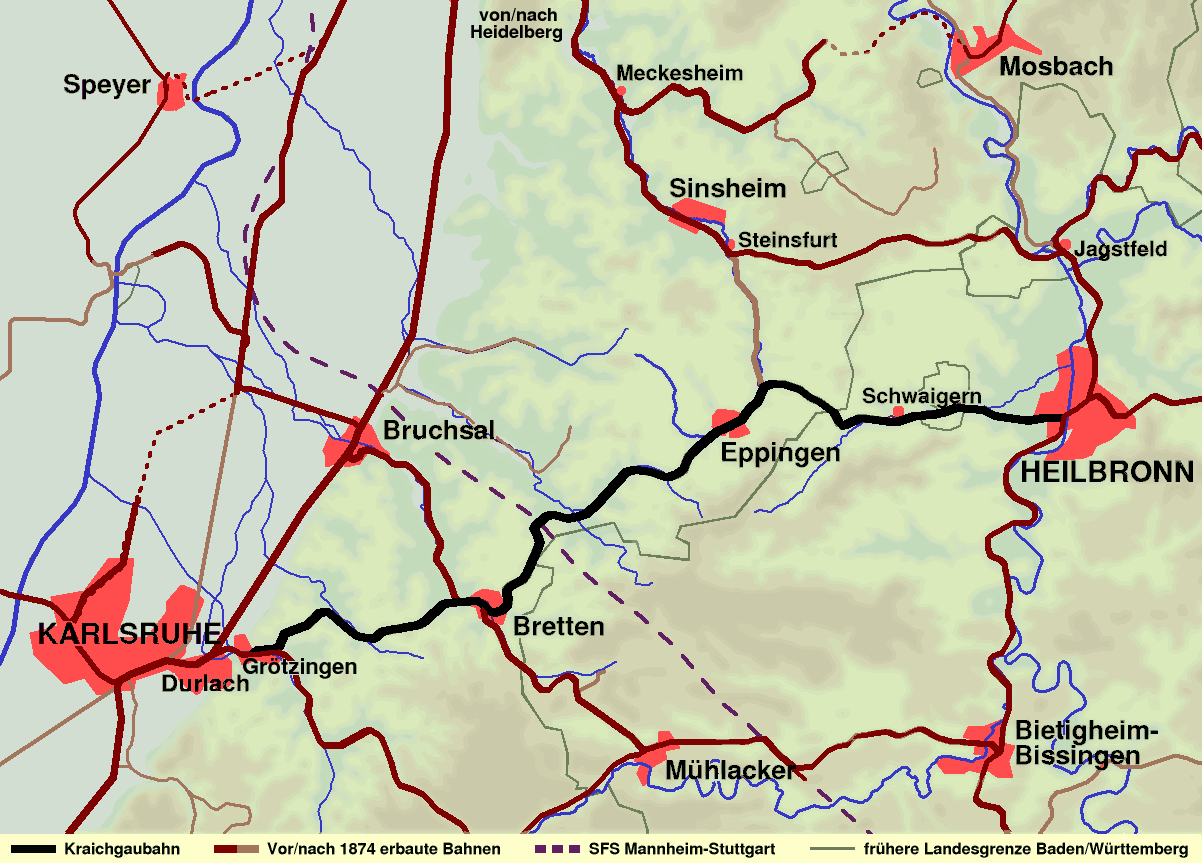
Spoorlijnen in de Kraichgau; de zwarte lijn is de Kraichgaubahn.

Adelegg · Albuch · Baar · Bauland · Berglen · Bergstraße · Bodanrück · Breisgau · Dinkelberg · Ellwanger Berge · Filder · Gäu · Göge · Haller Ebene · Hardt · Härtsfeld · Heckengäu · Hegau · Heuchelberg · Höchsten · Hochsträß · Hohenloher Ebene · Holzstöcke · Hotzenwald · Kaiserstuhl · Klettgau · Kraichgau · Korngäu · Keur-Palts (Kurpfalz) · Landgericht · Limpurger Berge · Linzgau · Lußhardt · Löwensteiner Berge · Mainhardter Wald · Markgräflerland · Murrhardter Wald · Oberschwaben · Odenwald · Ortenau · Pfinzgau · Schönbuch · Schurwald · Schwäbische Alb · Strohgäu · Stromberg · Taubergrund · Tauberland · Tautschbuch · Ufgau · Waldenburger Berge · Welzheimer Wald · Westallgäu · Zabergäu · Zwarte Woud (Schwarzwald)